# IES Francisco Figueras Pacheco
L'IES Francisco Figueras Pacheco es va inaugurar l'any 1970 a la ciutat d'Alacant, buscant la solució a la falta de places docents de la ciutat. Dos anys abans, s'havia inaugurat el Centre d'Estudis Universitaris, és a dir, el que hui dia és la Universitat d'Alacant.

## Història
Va ser inaugurat l'any 1970 amb el nom d'Institut Babel. Es va iniciar amb només els cursos comuns de Filosofia i Lletres i un selectiu de Ciències. Va ser alçat entre els barris Polígon Babel i Florida Baixa. La Caixa d'Estalvis Provincial havia començat la construcció de 800 habitatges a la zona i aquest institut va ser la resposta a la demanda educativa dels nous veïns.
El curs 1978-1979 es van implantar els estudis nocturns. En aquest moment, ja existien dos centres amb aquesta modalitat de batxillerat, l'IES Jorge Juan i l'IES Miguel Hernández. El seu primer any, només es van matricular 15 alumnes en 1r de BUP, 27 en 2n, 24 en 3r i 11 en COU. Durant anys posteriors, el nombre d'alumnes va anar augmentant fins a estabilitzar-se en uns 350 per curs.
Una de les persones que més van influir en la història del centre va ser Liberato Rovira Giner, rector de Benalua i professor de Religió de l'institut. Ell va ser la persona que va proposar, no només el nom de Francesc Figueras i Pacheco al centre, sinó el reconeixement del centre a nivell educatiu i cultural davant les autoritats competents del moment.
L'institut s'ha sotmés a dues remodelacions i reformes, així com l'enderrocament d'antics edificis, que actualment ja no existeixen, per uns altres més nous i moderns. La primera va tenir lloc en 1986 aproximadament, quan es va derrocar l'antic edifici per a establir-se els dos pavellons actuals i un tercer edifici que seria derrocat temps després. La segona i última obra de l'institut va ser l'any 2004, on els alumnes es van veure obligats a fer classe en aules prefabricades fins a la finalització de les obres. Aquesta última obra va consistir en la construcció d'un nou edifici (el qual reemplaçava l'edifici central antic i connectava als dos edificis principals) i del gimnàs en el recinte, així com la reforma completa dels dos edificis ja existents i del solar mateix.

### Successos amb els estudiants en 2008
Al juliol de 2008, el centre va avisar la Conselleria d'Educació que els alumnes que havien de presentar-se als exàmens de recuperació del setembre aprovarien i passarien de curs, per la qual cosa hauria d'aprovar-se la creació de dos grups nous per a Batxillerat. No obstant això, els responsables de la Conselleria van fer cas omís davant aquesta petició.
Al setembre, els alumnes es van presentar als exàmens de recuperació i 60 d'ells es van quedar sense plaça. Les raons que van posar els dirigents d'aquest organisme van ser que l'institut ja tenia un elevat nivell d'alumnes, per la qual cosa aquests alumnes es traslladarien a altres centres sense concretar. Pares i alumnes van efectuar manifestacions en les portes de la Conselleria i davant la Generalitat Valenciana a València.
L'Associació de Pares i Mares d'Alumnes (AMPA) del centre va intentar pressionar sense èxit. L'assumpte va arribar a aparèixer en televisió i en premsa, però els alumnes no van aconseguir quedar-se al centre i finalment van ser ressituats en altres propers, com l'IES Badia de Baver, l'IES Antonio José Cavanilles i l'IES Mare Nostrum.

## Antics alumnes destacats
- Sonia Castedo, política i exalcaldesa d'Alacant.[5]
- Etelvina Andreu, política i exdirectora general de Consum i d'Atenció al Ciutadà del Ministeri de Sanitat.[6]
- Miguel de les Cuevas, futbolista professional i internacional sub-21.
- Raúl Ruiz Matarín, futbolista professional i internacional sub-21.[7]
- Domingo Ramón Menargues, atleta olímpic a Moscou 1980 i Los Angeles 1984.